# Megerlina striata
Megerlina striata är en armfotingsart som beskrevs av Jackson 1952. Megerlina striata ingår i släktet Megerlina och familjen Kraussinidae. Inga underarter finns listade i Catalogue of Life.